# Marino Rahmberg
Marino Rahmberg, född 7 augusti 1974 i Örebro, är en svensk före detta fotbollsspelare som bland annat spelade för AIK när de blev svenska mästare 1998. 
Han debuterade i allsvenskan 1996 då han spelade för Degerfors IF. Där blev han lagets bästa målskytt och slutade på en delad andra plats i den allsvenska skytteligan med 13 mål. Han har även spelat för den norska klubben Raufoss IL samt IFK Göteborg som blev hans sista klubb innan skador satte stopp för karriären. Rahmberg har även en kortare sejour som proffs i engelska Derby County. Han har spelat 4 A-landskamper för det svenska landslaget. Han arbetar numera för Örebro SK.